# Орден Онтарија
Орден Онтарија (енгл. Order of Ontario; фр. Ordre de l'Ontario) је највиша грађанска награда канадске провинције Онтарио.
Основан 1986. године од стране гувернера Линкона Александера, по савету кабинета премијера Дејвида Питерсона, цивилним редом управља гувернер у савету и намењен је одавању почасти садашњим или бившим становницима Онтарија за упадљива достигнућа у било којој области.

## Историја
Орден Онтарија намењено је у част било ког тренутног или некадашњег дугогодишњег становника Онтарија који је показао висок ниво индивидуалне изврсности и постигнућа у било којем пољу, што показује „најбоље од брижног и разноликог друштва Онтарија и [чији] животи су користили друштву у Онтарију и другде.” Канадско држављанство није услов и изабрани или именовани припадници владиног тела нису услов. Не постоје ограничења колико их може припадати поруџбини или бити уложено одједном, иако је просечан број нових чланова 24 годишње.
Процес проналажења квалификованих појединаца почиње подношењем поднесака јавности Секретаријату за почасти и награде Онтарија, који се састоји од главног судије Онтарија (који служи као председавајући), председника законодавне скупштине, секретара кабинета и до шест чланова Ордена Онтарија. Овај комитет се затим састаје једном или два пута годишње како би дао своје одабране препоруке Кабинету и ради са тим телом на сужавању потенцијалних именованих на листу која ће бити поднета потгувернеру. Пошто се именовања у ред Ордена Онтарија делимично ослањају на савет министара, записи о таквим поступцима се не објављују јавно, као што је потврђено у судском поступку који је 2002. године предузела особа која је грешком обавештена да је именована у ред. Постхумне номинације се не прихватају, иако појединац који умре након што је његово име достављен Секретаријату за почасти и награде и даље може бити ретроактивно проглашен чланом Ордена Онтарија. Заменик гувернера, по службеној дужности члан и канцелар Ордена Онтарија, затим врши сва именовања у јединствени разред чланства заједништва наредбом у Већу која носи вицекраљевски знак-приручник; након тога, нови чланови имају право да користе поименска слова OOnt.